# Herman I (margrabia Werony)
Herman I (ur. ok. 1040 r., zm. 26 kwietnia 1074 r. w opactwie Cluny) – margrabia Werony w latach 1061–1074, hrabia Bryzgowii z rodu Zähringen.

## Życiorys
Herman był najstarszym synem szwabskiego możnego Bertolda I i jego pierwszej żony Richwary. Gdy ojciec otrzymał w 1061 r. tytuł księcia Karyntii, Herman został obdarzony tytułem margrabiego Werony, nigdy jednak nie objął faktycznej władzy w tym uzależnionym od Karyntii księstwie. W źródłach jest nazywany także hrabią Bryzgowii. Prawdopodobnie dzięki małżeństwu z Judytą, córką hrabiego Calw Adalberta, w ręce Hermana trafiły dobra w północnym Schwarzwaldzie, które stanowiły potem podstawę terytorialną margrabstwa Badenii (tytuł ten przyjął syn Hermana, Herman II).
W 1073 r. Herman wstąpił do klasztoru w Cluny, gdzie pozostał jako zakonnik do swej śmierci w 1074 r. Zmarł w opinii świętości, Ulryk z Zell spisał niezachowany żywot Hermana. 